# Christmas in the Stars
Christmas in the Stars ist ein Musikalbum, welches im November 1980 als LP veröffentlicht wurde. Das Album beinhaltet neun Weihnachtstitel, die von R2-D2 und Anthony Daniels als C-3PO präsentiert werden. Meco Monardo, der zuvor an dem Disco-Album Star Wars And Other Galactic Funk arbeitete, war Produzent von Christmas in the Stars, während die meisten für das Album neu aufgenommenen Titel von Maury Yeston geschrieben wurden. Das Album war eines der ersten Nicht-Klassik/Jazz-Alben, das digital aufgenommen und gemischt wurde. Der Song What Can You Get a Wookiee for Christmas (When He Already Owns a Comb?) (zu dt. „Was schenkt man einem Wookiee, wenn er schon einen Kamm hat?“) erreichte 1980 unter dem Titel The Star Wars Intergalactic Droid Choir and Choralle Platz 69 der US-amerikanischen Single-Charts. Außerdem enthält Christmas in the Stars die erste Plattenaufnahme des damals 18-jährigen Jon Bon Jovi, der auf dem Album noch mit seinem bürgerlichen Namen John Bongiovi aufgeführt ist. Er wurde damals von seinem Cousin Tony Bongiovi als für den von Meco gesuchten Leadsänger vorgeschlagen.
Eine CD-Veröffentlichung folgte im Jahr 1994 unter dem Label JFC/Polygram Special Markets. Während der Marketingoffensive um das Multimedia-Projekt Schatten des Imperiums folgte am 15. Oktober 1996 von Rhino Records eine weitere CD-Veröffentlichung von Christmas in the Stars.

## Titelliste
1. Christmas in the Stars
2. Bells, Bells, Bells
3. The Odds Against Christmas
4. What Can You Get a Wookiee for Christmas (When He Already Owns a Comb)?
5. R2-D2 We Wish You a Merry Christmas
6. Sleigh Ride
7. Merry, Merry Christmas
8. A Christmas Sighting (’Twas the Night Before...)
9. The Meaning of Christmas